# شوک قلبی
شوک قلبی یا کاردیوژنیک یک اورژانس پزشکی است که در نتیجه جریان خون ناکافی به اندام‌های بدن به دلیل اختلال در عملکرد قلب ایجاد می‌شود. علائم جریان خون ناکافی شامل تولید ادرار کم (<۳۰ میلی لیتر در ساعت)، دست‌ها و پاهای خنک و کاهش سطح هوشیاری است. افراد همچنین ممکن است فشار خون و ضربان قلب به شدت پایین داشته باشند.
علل شوک قلبی شامل بیماری ماهیچه قلب، آریتمی و مکانیکی است. شوک کاردیوژنیک بیشتر در اثر سکته قلبی ایجاد می‌شود.
درمان شوک قلبی به علت آن با اهداف اولیه بهبود جریان خون در بدن بستگی دارد. اگر شوک قلبی به دلیل حمله قلبی باشد، تلاش برای باز کردن عروق قلب ممکن است کمک کننده باشد. همچنین می‌توان از برخی از داروها، مانند دوبوتامین و میلرینون، توانایی قلب برای انقباض را بهبود می‌بخشد، استفاده کرد. هنگامی که این اقدامات با شکست مواجه می‌شوند، می‌توان گزینه‌های پیشرفته تری مانند دستگاه‌های پشتیبانی مکانیکی یا پیوند قلب را پیگیری کرد.
شوک قلبی وضعیتی است که حتی با تشخیص زودهنگام به سختی می‌توان آن را به‌طور کامل برطرف کرد. با این حال، شروع زودهنگام درمان ممکن است نتایج را بهبود بخشد. همچنین باید مراقب سایر اندام‌هایی بود که تحت تأثیر این کمبود جریان خون قرار می‌گیرند (مانند دیالیز برای کلیه‌ها، تهویه مکانیکی برای اختلال عملکرد ریه).
میزان مرگ و میر ناشی از شوک قلبی بالاست اما آمار آن در ایالات متحده رو به کاهش است. علت این کاهش احتمالاً به دلیل شناسایی و درمان سریع آن در دهه‌های اخیر است. برخی از مطالعات نشان داده‌اند که این احتمال با پیشرفت‌های جدید درمانی مرتبط است. با این وجود، میزان مرگ و میر همچنان بالاست و نارسایی چند عضوی علاوه بر شوک قلبی با نرخ بالاتر مرگ و میر همراه است.

## علائم و نشانه‌ها
ارائه به شرح زیر است:
- اضطراب، بی‌قراری، تغییر وضعیت روانی به دلیل کاهش جریان خون به مغز و متعاقب آن هیپوکسی.
- فشار خون پایین به دلیل کاهش برون ده قلبی.
- نبض سریع، ضعیف و نخی به دلیل کاهش گردش خون.
- پوست سرد، لکه دار و خالدار (کوتیس مارموراتا) به دلیل انقباض عروق و متعاقب آن هیپوپرفیوژن پوست.
- اتساع وریدهای ژوگولار به دلیل افزایش فشار ورید ژوگولار.
- کم‌ادراری (برون ده ادرار کم) به دلیل جریان ناکافی خون به کلیه‌ها در صورت تداوم وضعیت.
- تنفس‌های سریع و عمیق‌تر (هیپرونتیلاسیون) به دلیل تحریک سیستم عصبی سمپاتیک و اسیدوز.
- خستگی ناشی از هیپرونتیلاسیون و هیپوکسی.
- عدم وجود نبض در ریتم‌های تند و غیرطبیعی قلب.
- ادم ریوی، شامل برگشت مایع در ریه‌ها به دلیل پمپاژ ناکافی قلب.
- از دست دادن هوشیاری، کما و حالت نباتی پایدار به دلیل از دست دادن خون و اکسیژن به مغز.

## علل
شوک قلبی به دلیل ناتوانی قلب در پمپاژ مؤثر ایجاد می‌شود. این به دلیل آسیب به ماهیچه قلب است که اغلب در اثر حمله قلبی یا ترومای غیرنافذ قلبی است. علل دیگر عبارتند از آریتمی قلب، کاردیومیوپاتی، مشکلات دریچه قلب، انسداد خروجی بطن (یعنی حرکت قدامی سیستولیک در کاردیومیوپاتی هیپرتروفیک)، یا نقایص بطنی سپتال. همچنین اثر فشار زدایی ناگهانی (مثلاً در هواپیما)، که در آن حباب‌های هوا در جریان خون رها می‌شوند (قانون هنری) می‌تواند باعث نارسایی قلبی شود.

## تشخیص

### الکتروکاردیوگرام
الکتروکاردیوگرام به تشخیص دقیق کمک کرده و درمان را راهنمایی می‌کند، ممکن است نشان دهنده:
- ریتم غیرطبیعی قلب، مانند برادی‌کاردی (آهسته شدن ضربان قلب)[نیازمند منبع]
- انفارکتوس میوکارد (ST-elevation MI که معمولاً خطرناک تر از سکته قلبی بدون این علامت هستند؛ MIهایی که بر بطن‌ها تأثیر می‌گذارند معمولاً خطرناک تر از آن‌هایی هستند که دهلیزها را تحت تأثیر قرار می‌دهند؛ آن‌هایی که سمت چپ قلب، به ویژه بطن چپ را تحت تأثیر قرار می‌دهند، معمولاً خطرناک تر از آن‌هایی هستند که سمت راست را تحت تأثیر قرار می‌دهند، مگر اینکه آن طرف به شدت آسیب ببیند)[نیازمند منبع]
- علائم کاردیومیوپاتی[نیازمند منبع]

### اکوکاردیوگرافی
اکوکاردیوگرافی ممکن است عملکرد ضعیف بطنی، علائم PED، پارگی سپتوم بین بطنی، انسداد مجرای خروجی یا کاردیومیوپاتی را نشان دهد.
- سونوگرافی شوک کاردیوژنیک ناشی از میوکاردیت را نشان می دهد[۱]
- سونوگرافی شوک کاردیوژنیک ناشی از میوکاردیت را نشان می دهد[۱]

### کاتتر سوان گانز
کاتتر سوان-گانز یا کاتتر شریان ریوی ممکن است با ارائه اطلاعات در مورد همودینامیک به تشخیص کمک کند.

### بیوپسی
هنگامی که کاردیومیوپاتی به عنوان علت شوک قلبی مشکوک باشد، ممکن است برای تشخیص قطعی به بافت‌برداری ماهیچه قلب نیاز باشد.

### شاخص قلبی
اگر شاخص قلبی به شدت کمتر از 2.2 L/min/ m2 باشد، ممکن است فرد دچار شوک قلبی شود.

## درمان

### درمان دارویی
مدیریت اولیه شوک قلبی شامل داروهایی برای تقویت عملکرد قلب است. برخی از داروها، مانند دوبوتامین یا میلرینون، عملکرد پمپاژ قلب را تقویت کرده و اغلب در خط اول برای بهبود فشار خون پایین و رساندن خون به بقیه بدن استفاده می‌شوند.
بیمارانی که شوک قلبی داشته و به درمان دارویی پاسخ نمی‌دهند، ممکن است کاندیدای گزینه‌های پیشرفته‌تر مانند دستگاه پشتیبانی مکانیکی گردش خون باشند. انواع مختلفی از دستگاه‌های پشتیبانی گردش خون مکانیکی وجود دارد که رایج‌ترین آنها پمپ‌های بالون داخل آئورت، دستگاه‌های کمکی بطن چپ و اکسیژن‌رسانی غشای خارج بدنی وریدی-شریانی است. با این حال، توجه به این نکته مهم است که هیچ‌یک از این دستگاه‌ها راه حل دائمی نیستند، بلکه پلی برای درمان قطعی‌تر مانند پیوند قلب هستند.

### پمپ بالون داخل آئورت
پمپ بالون داخل آئورت وسیله‌ای است که توسط جراح قلب در آئورت نزولی قرار می‌گیرد. این بالون از یک بالون کوچک پر از هلیوم تشکیل شده که به قلب کمک می‌کند تا خون را با باد کردن در طول دیاستول (مرحله استراحت چرخه قلبی) و تخلیه در طی سیستول (مرحله انقباض چرخه قلبی) پمپاژ کند. پمپ‌های بالون داخل آئورت مستقیماً برون ده قلبی را افزایش نمی‌دهند، اما مهم‌تر از همه، میزان فشاری را که قلب باید در برابر آن پمپ کند کاهش می‌دهد و در نتیجه جریان خون و اکسیژن بیشتری را به ماهیچه‌های قلب می‌رساند.
پمپ‌های بالون داخل آئورت چندین دهه است که وجود داشته و رایج‌ترین خط اول دستگاه‌های پشتیبانی گردش خون مکانیکی هستند. با این حال، بدون عوارض بالقوه نیستند. عوارض بالقوه شامل آسیب در هنگام قرار دادن دستگاه در شریان‌های تأمین کننده نخاع و همچنین خطرات ناشی از هر روشی مانند خونریزی و عفونت است. موارد منع پمپ بالون داخل آئورت شامل برش آئورت، آنوریسم آئورت شکمی و ضربان نامنظم سریع قلب است.

### دستگاه کمکی بطن چپ
انواع مختلفی از دستگاه‌های کمکی بطن چپ وجود دارد که دستگاه‌های ایمپلا از رایج‌ترین آنها هستند. این دستگاه توسط جراح قلب در بطن چپ قلب قرار می‌گیرد و اساساً به عنوان یک پمپ عمل می‌کند و خون را از بطن چپ کشیده و آن را به داخل آئورت هل می‌دهد تا بتواند آن را به بقیه بدن برساند. برخلاف پمپ‌های بالون داخل آئورت، ایمپلا مستقل از چرخه قلبی عمل می‌کند. می‌توان آن را طوری تنظیم کرد که با سرعت بیشتری پمپاژ کند تا خون را سریعتر از بطن چپ خارج کرده و به آئورت وارد نماید، در نتیجه میزان کاری که بطن چپ باید انجام دهد را کاهش می‌دهد. در حالی که ایمپلا معمولاً در شرایط شوک قلبی استفاده می‌شود، برخی شواهد نشان می‌دهد که قرار دادن دستگاه ایمپلا در شرایط شوک قلبی حاد، جایی که قلب به‌طور ناگهانی پمپاژ نمی‌کند، ممکن است لزوماً تضمین کننده افزایش بقا نباشد.
عوارض بالقوه خاص دستگاه ایمپلا شامل همولیز (برش سلول‌های خون) و همچنین ایجاد ضایعات روی دریچه قلب، یعنی دریچه‌های میترال یا آئورت است. موارد منع قرار دادن دستگاه ایمپلا شامل پارگی آئورت، وجود دریچه آئورت مکانیکی و وجود لخته خون در بطن چپ است.

### اکسیژن رسانی غشایی خارج بدنی وریدی- شریانی
اکسیژن‌رسانی غشایی خارج بدنی وریدی-شریانی یک سیستم پشتیبانی مدار بسته است که در حین بهبود یا انتظار درمان قطعی‌تر، جایگزین عملکرد قلب شود. این سیستم شامل یک مدار است که اساساً خون را از سیستم وریدی بیمار تخلیه کرده و آن را از یک سیستم چرخان می‌گذراند که به خون اکسیژن اضافه کرده و دی‌اکسید کربن را حذف می‌کند، و در نهایت خون را به سیستم شریانی بیمار بازمی‌گرداند، جایی که خون تازه اکسیژن‌دار می‌تواند به اندام‌های فرد برسد. برخی شواهد نشان می‌دهند که ترکیبی از هر دو دستگاه ایمپلا و اکسیژن‌رسانی غشای خارج بدنی شریانی-وریدی ممکن است فشار گوه مویرگی ریوی قلب را کاهش دهد و در نتیجه میزان فشار بر عضلات قلب را کاهش می‌یابد.
از آنجایی که اکسیژن‌رسانی غشای خارج بدنی وریدی-شریانی یک روش بسیار تهاجمی است، معمولاً این دستگاه خط اول انتخابی برای بیماران مبتلا به شوک قلبی نیست و اغلب فقط برای بیمارانی که نه تنها شوک قلبی دارند، بلکه دارای نارسایی تنفسی و/یا ایست قلبی همزمان هستند، در نظر گرفته می‌شود.
عوارض اکسیژن رسانی غشای خارج بدنی وریدی-شریانی شامل آمبولی هوا، ادم ریوی و لخته شدن خون در دستگاه مدار است.